# دیوید مازوکو
دیوید مازوکو (انگلیسی: Davide Mazzocco؛ زادهٔ ۶ اکتبر ۱۹۹۵) بازیکن فوتبال اهل ایتالیا است.
از باشگاه‌هایی که در آن بازی کرده‌است می‌توان به باشگاه فوتبال پادوا اشاره کرد.